# Cuthonella osyoro
Cuthonella osyoro is een slakkensoort uit de familie van de Cuthonellidae. De wetenschappelijke naam van de soort is voor het eerst geldig gepubliceerd in 1940 door Baba.